# Jackie Condon
Jackie Condon (25 maart 1918 - 13 oktober 1977), geboren als John Michael Condon, was een Amerikaans acteur.
Condon werd bekend toen hij in 1922 een rol kreeg in Our Gang. Zijn handelsmerk in de serie was zijn wilde haar. Hij stapte uit de serie in 1929. Ondanks dat hij een grote rol had, werd hij nooit een van de acteurs om ook door te breken bij het publiek.
Na Our Gang stopte hij met acteren. Hij probeerde in de jaren 50 weer door te breken in Hollywood. Dit gebeurde zonder succes.
Condon stierf in 1977 aan kanker.
- Gemeinsame Normdatei: 1248692268
- International Standard Name Identifier: 0000 0005 0079 977X
- Library of Congress Control Number: no2019143902
- Virtual International Authority File: 2810157040166567040007
- WorldCat: E39PBJhmP6mHXwKrV6y6pY4Qbd